# Marklowice Dolne
Marklowice Dolne (cz. Dolní Markloviceⓘ, niem. Nieder-Marklowitz) – wieś i gmina katastralna we wschodniej części gminy Piotrowice koło Karwiny, w powiecie Karwina, w kraju morawsko-śląskim, w Czechach. Położona na Wysoczyźnie Kończyckiej, w historycznych granicach regionu Śląska Cieszyńskiego. Powierzchnia 493,43 ha (24,1% obszaru gminy), w 2001 liczba mieszkańców wynosiła 1371, zaś w 2010 odnotowano 433 adresy. Przez miejscowość przepływa rzeka Piotrówka.

## Historia

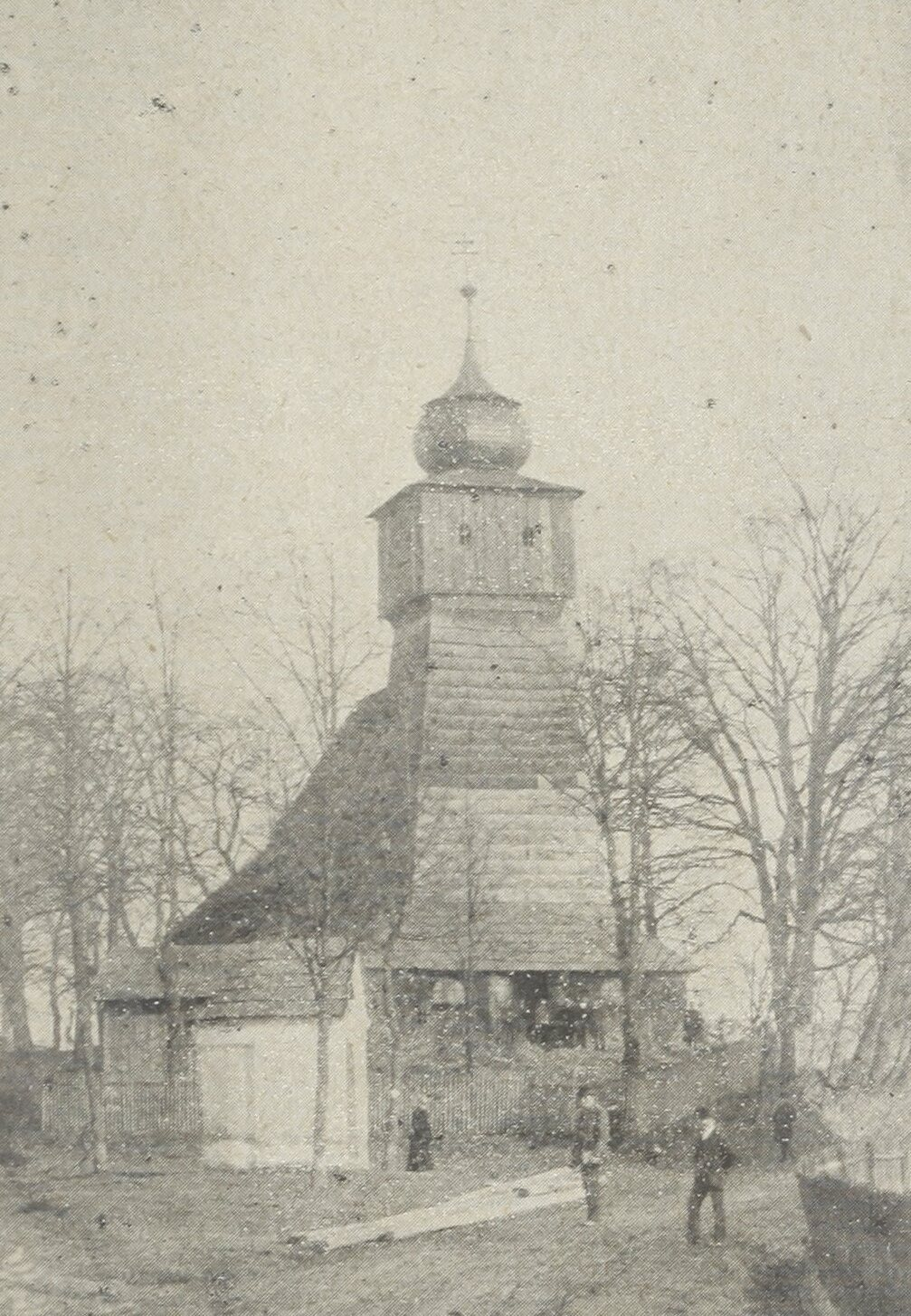
Kościół przed 1932

Miejscowość po raz pierwszy wzmiankowana została w łacińskim dokumencie Liber fundationis episcopatus Vratislaviensis (pol. Księga uposażeń biskupstwa wrocławskiego), spisanej za czasów biskupa Henryka z Wierzbna ok. 1305 w szeregu wsi zobowiązanych do płacenia dziesięciny biskupstwu we Wrocławiu, w postaci item [in] Marclowitz debent esse triginta mansi. Zapis ten oznaczał, że wieś zobowiązana została do płacenia dziesięciny z 30 łanów mniejszych. Jej powstanie wiąże się z przeprowadzaną pod koniec XIII wieku na terytorium późniejszego Górnego Śląska wielką akcją osadniczą (tzw. łanowo-czynszową). Wieś politycznie znajdowała się wówczas w granicach utworzonego w 1290 piastowskiego (polskiego) Księstwa Cieszyńskiego, będącego od 1327 lennem Królestwa Czech, a od 1526 roku w wyniku objęcia tronu czeskiego przez Habsburgów wraz z regionem aż do 1918 roku w monarchii Habsburgów (potocznie Austrii).
Podział na części Dolną i Górną nastąpił w XVII wieku. Zostały one z powrotem administracyjnie połączone w połowie XIX wieku.
W 1360 wzmiankowany został miejscowy kościół. Miejscową parafię pod pw. św. Mikołaja (pierwotnie) założono jeszcze w XIV lub w pierwszej połowie XV wieku i po raz pierwszy wzmiankowano w sprawozdaniu z poboru świętopietrza sporządzonym przez archidiakona opolskiego Mikołaja Wolffa w 1447 jako jedną z 51 w archiprezbiteracie cieszyńskim (pod nazwą Merclowicz). Na podstawie wysokości opłaty w owym sprawozdaniu liczbę ówczesnych parafian oszacowano na 90. W okresie Reformacji przejęty przez ewangelików, a w 1654 przywrócony katolikom. Obecny kościół pw. Wniebowstąpienia Pańskiego postawiony został na jego miejscu w 1739.
Według austriackiego spisu ludności z 1910 roku Marklowice Dolne będące częścią gminy Marklowice miało 982 mieszkańców (w 126 domach), z czego 932 było zameldowanych na stałe, 921 (98,8%) było polsko-, a 11 (1,2%) czeskojęzycznymi, 957 (97,5%) było katolikami, 9 (0,9%) ewangelikami, 4 (0,4%) kalwinistami, 13 (1,3%) wyznawcami judaizmu, zaś 1 osoba była innej religii lub wyznania. Dla porównania w tym samym roku w Marklowicach Górnych w 69 domach mieszkało 530 osób, 524 było zameldowanych na stałe.
W 1920 dochodzi do podziału Śląska Cieszyńskiego jak również Marklowic. Dolne znalazły się w Czechosłowacji a Górne w Polsce. W 1921 w Marklowicach Dolnych mieszkało 1141 osób w 130 domach. Po aneksji Zaolzia przez Polskę państwowa granica została na krótko zastąpiona wewnątrzpaństwową granicą powiatów frysztackiego (Dolne) i cieszyńskiego (Górne). Po drugiej wojnie światowej powróciła granica państwowa, zaś Marklowice Dolne w 1952 znalazły się w granicach administracyjnych Piotrowic koło Karwiny.

## Turystyka i zabytki
Przez miejscowość przechodzą trasy rowerowe:
- "Szlak Zamków nad Piotrówką" – Kończyce Wielkie – Kończyce Małe – Zebrzydowice – Marklowice Górne – Marklowice Dolne – Pierstna – Piotrowice koło Karwiny – Skrbeńsko – Gołkowice (25 km)
- trasa rowerowa gminy Piotrowice koło Karwiny (8,6 km)
- czeska trasa rowerowa nr 6097 – Marklowice Dolne – Karwina – Olbrachcice (18 km)

Najważniejszym zabytkiem jest drewniany kościół Wniebowstąpienia Pańskiego.

## Urodzeni w Marklowicach Dolnych
- Bernard Adamecki – polski dowódca wojskowy, pułkownik pilot Wojska Polskiego II RP,
- Teofil Adamecki – polski prawnik i działacz społeczny.